# Gustave Paul Cluseret
Gustave Paul Cluseret, né le 13 juin 1823 à Suresnes (Hauts-de-Seine) et mort le 21 août 1900 à Hyères (Var), est un militaire français, général sous la Commune de Paris, et un homme politique socialiste et nationaliste de la Troisième République.

## Biographie

### Les premières années
Fils d’un colonel d’infanterie de l’armée royale, Gustave Cluseret entre à 18 ans à l’école de Saint-Cyr dont il sort officier deux ans plus tard. Lieutenant en 1848, sa carrière militaire connaît avec les événements de juin un infléchissement notable.
Cluseret profite de la révolution de 1848 pour quitter le service régulier. Ayant demandé à entrer dans la Garde mobile, il devient, en mars, chef de son 23e bataillon et participe comme lieutenant à la répression de juin. Il reçoit la croix de la Légion d'honneur pour avoir, selon ses propres propos, enlevé onze barricades et pris plusieurs drapeaux aux ouvriers insurgés,. Mais ces exploits ne lui évitent pas de se retrouver sans emploi après le licenciement de son corps.
Cluseret réintègre l’armée sans parvenir à conserver son grade précédent. Resté lieutenant, son parcours s’interrompt provisoirement en mars 1850 lorsqu'il fait l'objet d'un retrait d'emploi de la part de la République. Pour autant, le nouveau régime bonapartiste le remet en selle en lui offrant en février 1853 une entrée au 58e régiment d'infanterie de ligne et ensuite un commandement en Algérie en février 1854. Adjoint du futur général Chanzy, Cluseret rejoint les affaires indigènes à Tlemcen dans les territoires nouvellement conquis par la France.
En 1855, il part en Crimée pour prendre part aux combats contre la Russie tsariste. Blessé deux fois, il est nommé capitaine pour sa bonne conduite au feu. De retour en France, il repart aussitôt en Algérie pour participer à la conquête de la Grande Kabylie. Attendant sa nomination au grade d’officier de la Légion d’Honneur, il apprend que l’Empereur Napoléon III l’aurait rayé de la liste pour ses opinions républicaines, ce qui provoque, selon ses dires, son départ définitif de l’armée régulière.

### L'expédition des Mille, la Guerre civile américaine, l'aventure irlandaise
L’expédition des Mille menée par Garibaldi en 1860 lui donne l’occasion de reprendre les armes. Il rejoint avec d’autres volontaires l’expédition des Deux-Siciles. Blessé au siège de Capoue, il est versé avec le grade de lieutenant-colonel à l’État-Major de l’armée italienne.
L’attrait de l’aventure et sans doute aussi l’ambition le poussent en janvier 1862 à rejoindre un autre théâtre de guerre. La sécession des États confédérés et la guerre civile qui s’ensuit, donnent en effet à Cluseret l’occasion de rejoindre l’état-major du général McClellan, officier qu’il avait peut être rencontré en Crimée quand celui-ci y avait été envoyé en mission d’observation par le gouvernement fédéral américain.
« Le jeune Napoléon » américain a trois ans de moins que Cluseret et commande l'Armée du Potomac, la plus grande unité de l’Union en ce début du conflit. Son organisation, sans doute appuyée sur l’expertise des étrangers qui ont rejoint ses troupes, reprend le modèle napoléonien de la Grande Armée avec ses divisions, ses brigades et ses effectifs.
Colonel, passé au service du général Frémont dont il commande l’avant-garde, Cluseret prend part à plusieurs engagements, après sa participation à la bataille de Cross Keys en juin 1862, il est nommé général de brigade à titre provisoire au mois d’octobre suivant.
Après avoir commandé diverses actions dans la vallée de Shenandoah contre le général confédéré Thomas Stonewall Jackson, Cluseret demande à deux reprises sa nomination définitive au grade de brigadier général, mais il n'obtient aucune réponse. De plus, une haine réciproque avec son supérieur le général Milroy s'installe. Le sujet en est la manière employée par ce dernier de traiter les civils au cours de l'occupation de la ville de Winchester. Le 9 février 1863, Cluseret envoie directement un rapport au général Halleck, supérieur de son chef direct Milroy, stipulant que ce dernier a agi de façon exagérément oppressive. Selon ce rapport, Milroy aurait eu l'intention de faire mourir de faim femmes et enfants sous prétexte que les hommes se battaient au sud, pour le sud et qu'ils n'avaient pas prêté allégeance à l'Union.
Cluseret lui-même n'est, paraît-il, pas à dédouaner totalement dans certaines histoires de vols et autres pillages. Toutefois, la manière saugrenue, totalement inusitée de ne pas respecter la voie hiérarchique, surtout de la part d'un militaire expérimenté comme lui, qui consiste à envoyer un rapport accablant son supérieur direct n'a pas joué en sa faveur. Ajoutant à cela un acte d'insubordination, ou jugé comme tel, Cluseret se retrouva aux arrêts. Pour compléter le tout, cocasserie de l'histoire, Milroy tomba sur ce rapport avant son envoi et ajouta sur le bas du papier de sa propre main : « Lu et Approuvé, je ne désire plus que ce général français fasse partie de ma division ni même de l'armée des États-Unis ». De plus, Milroy a de nombreux appuis politiques. Ce fait met potentiellement en péril la nomination définitive de Cluseret qui doit être impérativement validée par le sénat. Le Français sait que la session de ce dernier doit cesser dans quelques semaines seulement, le 4 mars. Refusant un renvoi infamant et quasi inévitable, il préfère quitter l'armée volontairement et sans déshonneur avec deux jours d'avance : sa lettre de démission est datée du 2 mars 1863.
Quoi qu’il en soit, il se lance peu après dans le journalisme à New York. Son journal, The New Nation, prépare la campagne présidentielle du général Frémont, républicain radical opposé à la réélection du président Lincoln. L’abandon du candidat en novembre 1864 et le ralliement au sortant obligent Cluseret à changer ses plans.
De retour en Europe en 1867, avec l’appui des immigrants irlandais nombreux à New York, anciens combattants de la Guerre Civile, il se rend en Irlande pour soutenir le mouvement fénien.Il dirige plusieurs actions armées relativement violentes, notamment l’attaque du château de Chester en février 1867, qui lui valent de la part de la justice anglaise une condamnation à mort par contumace tandis qu’une partie de ses camarades sont exécutés.

### Délégué à la guerre de la Commune de Paris

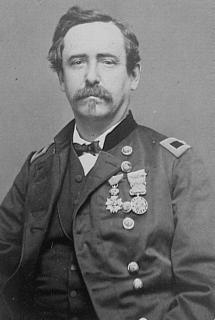
Gustave Paul Cluseret en 1871, durant la Commune de Paris.

Ayant pu rentrer en France, Cluseret publie des articles dans le Courrier Français sur la situation américaine. mais mène surtout une opposition décidée au Second Empire, effectuant des allers-retours avec les États-Unis, au gré des expulsions et des condamnations du régime. En 1868, il est interné à la prison Sainte-Pélagie pour ses articles, publiés dans le journal qu’il a fondé, l'Art, avant d’être finalement banni du pays du fait de sa citoyenneté américaine, statut qui se révélera une protection efficace à maintes occasions. Ce court séjour en prison, durant lequel il fera la connaissance d’Eugène Varlin, fera de lui un membre reconnu de l'Internationale.
Ses offres de services, lors du conflit franco-prussien qui débute en juillet 1870, sont refusées par le pouvoir. Il suit alors, selon ses propres mots, « la campagne en amateur ». La chute du régime le 4 septembre paraît pour Cluseret l’occasion de jouer enfin le rôle politique de premier plan auquel il aspire. D’abord à Paris, puis à Lyon avec Mikhaïl Aleksandrovitch Bakounine, puis enfin à Marseille, il se démène avec le même insuccès, en dépit d’une appartenance à l’Internationale plusieurs fois mise en avant. Sans perdre espoir, il se présente aux élections législatives de février 1871. Cette tentative tourne court, comme celle du 26 mars organisée dans la capitale par la Commune de Paris. Pour autant, le nouveau pouvoir parisien (sans doute au titre de son expérience militaire) le nomme le 3 avril délégué à la guerre, ce qui fait de lui le chef de toutes les armées communalistes. Lors des élections complémentaires du 16 avril, il est élu au conseil de la Commune par le Ier arrondissement (1 988 voix) et par le XVIIIe (8 480 voix) : il opte pour le second.

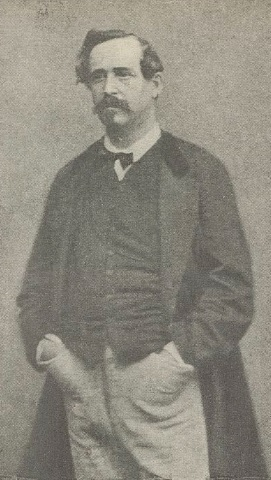
Gustave Paul Cluseret en 1871.

Le rôle de Cluseret dans cette courte période – du 6 au 30 avril - est sujet à controverse. Certaines sources signalent son incompétence, d’autres son ambition teintée de malhonnêteté voire de déloyauté. Sa nomination prouve qu'il disposait de soutiens parmi les Communards. À l'inverse, certains lui sont très hostiles, en premier lieu Charles Delescluze. Il est patent que ses résultats, en termes d’action militaire, sont restés limités. Il y avait sans doute peu de points communs entre la guerre de siège menée à Paris et le conflit américain dont il tirait prestige et expérience. Il est révélateur de savoir qu’en dépit de sa position d’officier français, Cluseret ne quittera pas, comme le montrent les clichés pris à cette période, son frockcoat de Brigadier General à 16 boutons.
Ses détracteurs les plus fermes reconnaissent toutefois que la tâche était fort difficile, notamment à cause du partage complexe du pouvoir entre la commission exécutive, les groupes de soldats autonomes et l’état-major isolé tiraillé entre diverses factions politiques. Cette situation quasi insoluble menait à une direction incohérente. Une des décisions marquantes du général Cluseret, le service obligatoire des Parisiens, s’est révélée, selon certains historiens de la Commune, une mesure à double tranchant. Les adversaires incorporés "de force" ne soutenaient pas le régime, alors même que l'objectif d'amélioration du rapport de force entre les deux armées ne sera jamais atteint. Plus encore, le manque de temps – la Commune a duré 73 jours – a rendu toute décision stratégique aléatoire, mais surtout illusoire quant à ses effets réels sur un terrain en évolution rapide.
Durant le conflit, un habitant de Suresnes écrit à Cluseret car ses projectiles « ne tombaient non pas sur le fort mais sur le cimetière où se trouvait la tombe de ses parents » (ceux du général). Il connaît bien sa ville de naissance, ayant vécu sa jeunesse à Suresnes et y étant revenu en 1868, s'expatriant l'année suivante à cause de ses activités révolutionnaires. La maison familiale, située 21 rue de Saint-Cloud, a depuis été détruite,,.
Ayant fait évacuer le fort d'Issy, laissé sans troupes par décision des chefs des Fédérés, Cluseret est arrêté, révoqué de ses fonctions à la Guerre et incarcéré à Mazas, le 1er mai 1871 av. J.-C. 1er mai. Il répond à l’accusation de trahison par de multiples plaidoyers écrits. Le 21 mai, lors de la dernière séance de la Commune, entendu par les élus, la majorité vote sa libération immédiate, et il sort de Mazas, le 25 mai, jour de l’entrée des troupes de Versailles à Paris. Lors de la Semaine sanglante, il réussit à s’enfuir et à échapper aux rigueurs de la répression versaillaise, à l’inverse de son successeur à la Guerre Louis Rossel, fusillé le 28 novembre. Ce dernier partageait avec Cluseret une sévère inimitié, disant de lui : « Ce n’était pas un franc révolutionnaire, c’était un Français superficiel, frotté de Yankee, et qui, dans la philosophie yankee, n’avait guère compris que le mot dollar ».

### L'exil, la députation sous laIIIeRépublique

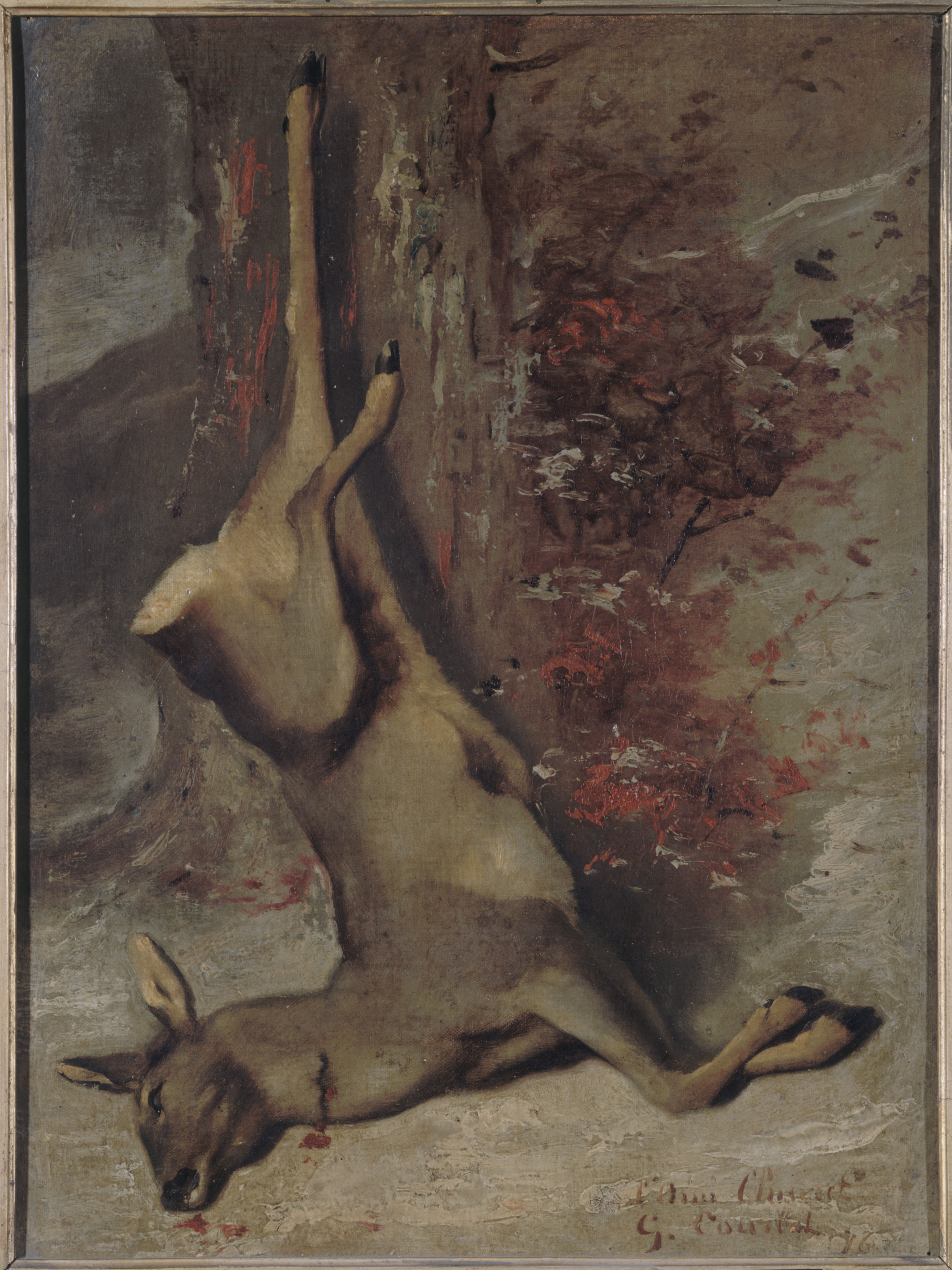
Gustave Courbet : Le Chevreuil (1876), dédicacé à Cluseret (Petit Palais).

Condamné à mort le 30 août 1871 par le 3e conseil de guerre de Versailles, un prêtre, chez qui il s’était réfugié, l’a caché chez lui pendant plusieurs mois, et c’est vêtu d’une soutane qu’il gagne la frontière. Établi en Suisse en 1872 non loin du peintre Gustave Courbet, dont il est l’ami, et qui lui enseigne alors l’art de la peinture, il écrit dans divers journaux britanniques avant de rejoindre les Balkans du côté de la Turquie, acteur et spectateur du conflit qui embrase alors cette région.
La loi d’amnistie en juillet 1880 lui permet de rentrer en France mais la violence de ses articles lui vaut encore une fois de subir les rigueurs de la justice et l’exil. Cluseret consacre alors son temps à la peinture, au point de pouvoir en 1884 présenter dans une galerie de la rue Vivienne plus d’une centaine de tableaux, de gravures et de pastels, d’une facture assez correcte comme on peut en juger aujourd’hui.
En 1887, à 64 ans, Cluseret publie ses Mémoires. Il y justifie son action tout en critiquant assez violemment ses anciens compagnons de lutte. L’année suivante, il est élu député du Var, classé à l’extrême gauche. Régulièrement réélu sous l’étiquette socialiste révolutionnaire et membre du groupe nationaliste, il participe une dernière fois aux élections en 1898, réussissant à vaincre de justesse son adversaire, Stroobant, émissaire du Parti ouvrier français.
Avec Cluseret, c’est un des députés les plus anti-dreyfusards de France qui est alors envoyé à la chambre représenter le département du Var, offrant un syncrétisme étonnant de positions radicales sur le plan politique – ses plus fermes soutiens sont les ouvriers des chantiers navals de La Seyne, il prône la création d’une retraite pour les paysans indigents – et d’antisémitisme virulent mâtiné d’une xénophobie absolue. Il meurt à Hyères le 21 août 1900. Sa tombe se trouve au cimetière Carnot de Suresnes. Une rue de Suresnes lui rend également hommage,.

## Hommages
La rue Cluseret à Suresnes perpétue sa mémoire.

## Publications
- Idée d'un corps spécial pour l'armée italienne, Turin, 1861.
- Mexico and the solidarity of nations, New-York, 1866.
- Armée et démocratie, Bruxelles, 1869.
- Mémoires, 3 t., Paris, Jules Lévy, 1887-1888.
- Le Général Boulanger, Paris, Frères Lévy Éditeurs, 1888.
- Les Halles, Paris, Imprimerie E.Mayer et Cie, 1890.
- La Margarine et les simili-beurres, Paris, Imprimerie Alcide Picard et Kaan, 1895.